# Ayushmann Khurrana
Ayushmann Khurrana, nato Nishant Khurrana (14 settembre 1984), è un attore, cantante e conduttore televisivo indiano.
Khurrana è noto principalmente per le sue interpretazioni di uomini comuni. Ha ricevuto vari premi, tra cui un National Film Award e quattro Filmfare Awards, ed è apparso nella lista delle "100 Celebrità Indiane" sulla rivista Forbes India nel 2013 e nel 2019. 
Ha vinto la seconda stagione del reality show MTV Roadies nel 2004. Ha fatto il suo debutto cinematografico nel 2012 con la commedia romantica Vicky Donor, in cui la sua interpretazione come donatore di sperma gli è valsa il Filmfare Award per il "miglior debuttante maschile".
Dopo una breve battuta d'arresto, ha recitato nella pellicola Dum Laga Ke Haisha (2015) che ha ottenuto un gran successo commerciale e il plauso della critica. Khurrana ha continuato la carriera con le commedie Bareilly Ki Barfi (2017), Shubh Mangal Saavdhan (2017), Badhaai Ho (2018), Dream Girl (2019) e Bala (2019); inoltre, ha recitato nel thriller Andhadhun (2018) e nel film drammatico Article 15 (2019).
Le interpretazioni di Khurrana come pianista cieco in Andhadhun e del poliziotto onesto in Article 15 gli sono valsi due vittorie consecutive al Filmfare Award come "miglior attore", oltre ad aver vinto il National Film Award come miglior attore. 
Oltre alla recitazione, Khurrana ha cantato per molti dei suoi film; la canzone Pani Da Rang gli è valsa la vittoria del Filmfare Award come "miglior cantante maschile".

## Biografia
Khurrana è nato il 14 settembre 1984 a Chandigarh da Poonam e P. Khurrana, con il nome di Nishant Khurrana; in seguito i suoi genitori cambiarono il nome in Ayushmann Khurrana quando lui aveva 3 anni. Ha fatto parte del Guru Nanak Khalsa College, poi ha studiato alla St. John's High School e al DAV College nella città natale. Si è laureato in letteratura inglese e ha conseguito un master in Comunicazione di massa presso la School of Communication Studies dell'Università di Punjab. Ha anche recitato in teatro per cinque anni ed è stato membro fondatore di "Aaghaaz" e "Manchtantra" del DAV College, due gruppi teatrali attivi a Chandigarh.
Ha ideato e recitato diversi spettacoli di strada e ha vinto premi in festival universitari nazionali come Mood Indigo (IIT Bombay), OASIS (Birla Institute of Technology and Science, Pilani) e St. Bedes Shimla. Ha anche vinto un premio come miglior attore per aver interpretato Ashwatthama in Andha Yug di Dharamvir Bharati.

## Carriera
Ayushmann Khurrana è stato notato in TV all'età di 17 anni nel reality show PopStars in onda su Channel V nel 2002; all'epoca era uno dei più giovani concorrenti nello show. Dopo aver completato gli studi ha iniziato a lavorare presso BIG FM a Delhi. È stato ospite dello spettacolo "Big Chai - Maan Na Maan, Main Tera Ayushmann" e nel 2007 ha vinto il Young Achievers Award. È stato il più giovane vincitore del Bharat Nirman Award a Nuova Delhi.

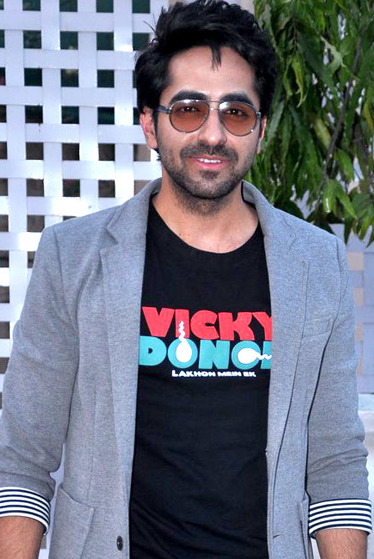
Khurrana ad un evento per Vicky Donor (2012), il suo debutto cinematografico

Khurrana ha debuttato come attore nel 2012 con la commedia romantica di Shoojit Sircar Vicky Donor, al fianco di Annu Kapoor e Yami Gautam. Per prepararsi al ruolo ha partecipato a seminari di recitazione e ha interagito con professionisti medici. Per la colonna sonora del film, ha cantato Pani Da Rang, canzone che aveva composto con Rochak Kohli nel 2003. Il film ha avuto un buon successo sia di pubblico che di critica, che ha lodato la sua interpretazione.
Dopo aver recitato nel film di scarso successo Meri Pyaari Bindu, la carriera di Khurrana è proseguita con due uscite cinematografiche del 2017: Bareilly Ki Barfi e Shubh Mangal Saavdhan, entrambi di gran successo commerciale. Nel primo, adattato dal romanzo Gli ingredienti segreti dell'amore di Nicolas Barreau, ha recitato al fianco di Rajkummar Rao e Kriti Sanon nel ruolo di uno scrittore coinvolto in un triangolo amoroso. Nel secondo film, ha recitato al fianco di Bhumi Pednekar nel ruolo di un uomo appena fidanzato che soffre di disfunzione erettile . Il film è un remake di Kalyana Samayal Saadham (2013) e Khurrana sperava che la presa umoristica della pellicola sui problemi psicologici e sessuali affrontati dagli uomini avrebbe portato ad una più ampia attenzione all'argomento. Khurrana ha ricevuto una nomination per il Filmfare Award come miglior attore per quest'ultimo film.

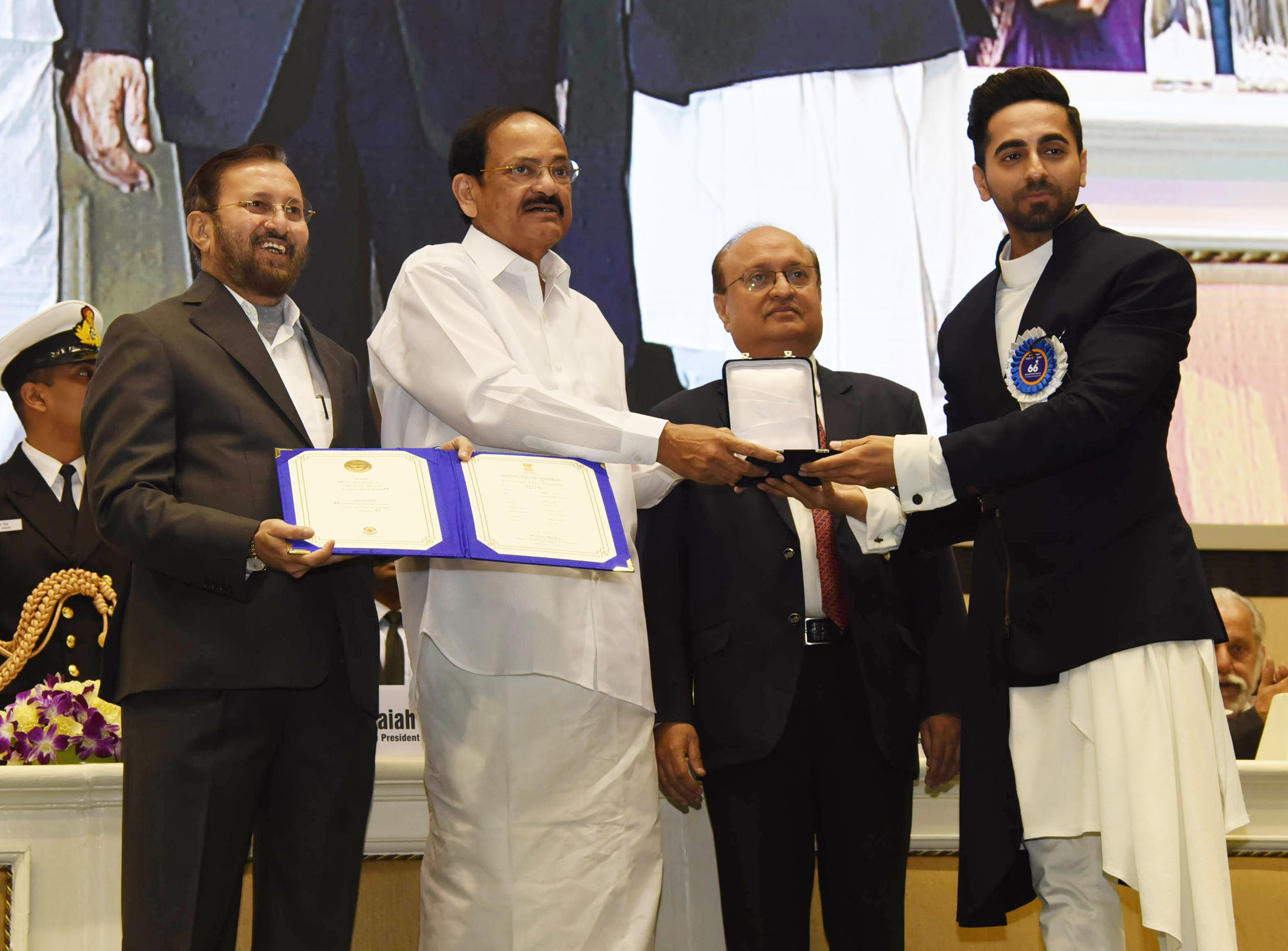
Khurrana accetta il National Film Award 2019 come miglior attore per la sua interpretazione in Andhadhun

Nel 2018, Khurrana ha recitato in due dei film hindi che hanno registrato più incassi nell'anno. Il primo è Andhadhun di Sriram Raghavan, un thriller interpretato da Tabu e Radhika Apte, in cui ha interpretato un pianista cieco che involontariamente viene coinvolto in un omicidio. Per questo ruolo ha ricevuto il plauso della critica e il film ha registrato uno dei maggiori incassi del cinema indiano. Successivamente ha recitato in Badhaai Ho, una commedia della regista Amit Sharma su un giovane i cui genitori di mezza età attendono un nuovo figlio. Ancora una volta la critica ha considerato la sua interpretazione in modo positivo e il film è stato un grosso successo commerciale.
Grazie a Andhadhun, Khurrana ha vinto il National Film Award come miglior attore (condiviso con Vicky Kaushal per Uri: The Surgical Strike) e il Filmfare Critics Award come miglior attore.
In seguito, Khurrana ha cercato attivamente un altro film mainstream che lo avrebbe portato ad interpretare la sessualità in modo umoristico. Nel 2020 è uscito nelle sale Shubh Mangal Zyada Saavdhan, in cui ha interpretato un omosessuale che ha difficoltà a convincere la famiglia del suo partner della loro relazione.
Ha poi recitato nella commedia drammatica Gulabo Sitabo con Amitabh Bachchan, per la regia di Shoojit Sircar.

## Vita privata

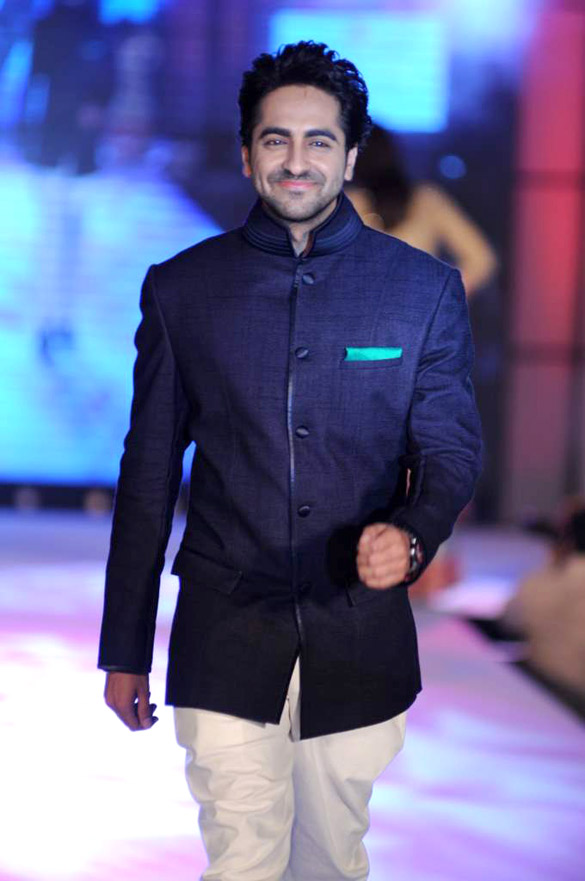
Khurrana nel 2012

Khurrana è nato a Chandigarh . Suo padre P Khurrana è un astrologo e un autore in materia di astrologia, mentre sua madre Poonam è una casalinga ed è di origine in parte birmana. Suo fratello Aparshakti Khurana è un DJ di Radio Mirchi 98.3 FM a Delhi e ha fatto il suo debutto nel film Dangal (2016) di Aamir Khan.
È sposato con Tahira Kashyap, che ha conosciuto in giovane età, e la coppia ha un figlio, Virajveer (nato il 2 gennaio 2012), e una figlia, Varushka (nata il 21 aprile 2014).
Nel 2018, durante la promozione di Badhaai Ho e Andhadhun, a sua moglie Tahira è stato diagnosticato un cancro al seno allo stadio 0.
Khurrana ha anche un blog in cui scrive in hindi.